# پی دی او
PDO یک افزونه سبک و قدرتمند PHP برای اتصال به دیتابیس است. از خصوصیات خوب این افزونه که از نسخه ۵٫۱ روی PHP نصب شده موارد زیر است:
- پشتیبانی از دیتابیس‌های متنوع از جمله مای‌اس‌کیوال، MsSQL، اس‌کیوال لایت و غیره با توابع ثابت. امکان فوق العاده PDO که اجازه میده تا بدون تغییر کدها، دیتابیس رو تغییر بدیم. یعنی مثلاً اگر Applicationای با MySQL ساخته باشیم و تحت شرایطی مجبور به تغییر دیتابیس به MsSQL باشیم، اگر سینتکس کوئری‌ها مشکلی ایجاد نکند، کافیه دیتابیس رو تعویض کنیم و همین. برای سیستم‌های بزرگ این یک مزیت خیلی مهم است.
- پشتیبانی از Exceptionهای PHP.Exceptionها امکان کنترل و بدست‌گیری خطاها رو به برنامه‌نویس می‌دهد. PDO امکان کنترل خطاهای دیتابیس رو هم به برنامه‌نویس می‌دهد.
- پشتیبانی از Prepared Statement و Stored Procedureها و Multiple Recordset. این سه مورد هیچ کدوم توسط توابع MySQL اجرا نمی‌شوند. PDO مورد آخر رو در حال حاضر برای MySQL پشتیبانی نمی‌کند.
- طراحی شده به شکل کلاس. قابلیت مهمی که امکان گسترش و شخصی سازی PDO رو میده مثلاً رفتار توابعش رو تغییر بدیم یا توابع جدیدی بهش اضافه کنیم و در واقع همه امکانات شی گرایی رو باهاش داشته باشیم.
PDO از سه تا کلاس تشکیل شده:
  - کلاس اصلی به نام PDO که حاوی توابع اصلی مثل اجرای کوئری و اتصال و غیره است.
  - کلاس با نام PDOStatement حاوی توابع برای پردازش و بهره‌گیری از کوئری‌های اجرا شده‌است مثل fetch.
  - کلاس PDOException برای بدست‌گیری خطاهای رخ داده.

## نحوه اتصال
با توجه به اینکه PDO یک کلاس است اتصال به دیتابیس با نمونه‌گیری این کلاس شروع میشه:
```
$pdo
 
=
 
new
 
PDO
(
'
mysql
:
dbname
=
mydatabase
;
host
=
localhost
'
,
 
'
db_username
'
,
 
'
db_password
'
);

```

## اجرای کوئری
```
$assoc_row
 
=
 
$stmt
->
fetch
(
PDO
::
FETCH_ASSOC
);

echo
 
"Name: "
.
 
$assoc_row
[
'
name
'
]
;

echo
 
"Age: "
.
 
$assoc_row
[
'
age
'
]
;

$num_row
 
=
 
$stmt
->
fetch
(
PDO
::
PDO
::
FETCH_NUM
);

echo
 
"Name: "
.
 
$num_row
[
1
]
;

echo
 
"Age: "
.
 
$num_row
[
2
]
;

$obj_row
 
=
 
$stmt
->
fetch
(
PDO
::
PDO
::
FETCH_OBJ
);

echo
 
"Name: "
.
 
$obj_row
->
name
;

echo
 
"Age: "
.
 
$obj_row
->
age
;

$rows
 
=
 
$stmt
->
fetchAll
(
PDO
::
FETCH_ASSOC
);

foreach
(
$rows
 
as
 
$row
)
 
{

    
echo
 
"Name: "
.
 
$row
[
'
name
'
]
;

    
echo
 
"Age: "
.
 
$row
[
'
age
'
]
;

}

```